# 普羅赫雷斯 (科諾托普區)
51°32′47″N 33°32′41″E / 51.54639°N 33.54472°E
普羅赫雷斯（烏克蘭語：Прогрес）是位於烏克蘭東北部的村莊，由蘇梅州科諾托普區的克羅萊韋茨市鎮負責管轄。該村分別距離比斯特里克1.5公里和亞羅韋2.5公里，海拔高度157米，2001年人口15。